# Micelle

Mặt cắt ngang của các cấu trúc có thể được hình thành bởi phospholipid trong dung dịch nước (không giống như hình minh họa này, các micelle thường được tạo thành bởi các lipid chuỗi đơn, vì nó rất khó để nhét vừa với hai chuỗi thành hình dạng này)

Micelle (/maɪˈsɛl/) hoặc micella (/maɪˈsɛlə/) là một tập hợp (hoặc tập hợp siêu phân tử) của các phân tử bề mặt phân tán trong một dịch huyền phù. Một micelle điển hình trong dung dịch nước tạo thành một tập hợp với vùng "đầu ưa nước" tiếp xúc với dung môi xung quanh, bảo vệ các vùng "đuôi kỵ nước" ở bên trong hạt micelle. Pha này là do hoạt động "đóng gói" của lipid chỉ có một đuôi trong lớp kép. Loại micelle với đầu ưa nước bên ngoài, đuôi kị nước này được gọi là micelle bình thường (micelle khi dầu trong nước). Micelle nghịch đảo có các nhóm đầu ưa nước ở giữa và đuôi thì lộ ra ngoài (micelle nước trong dầu). Micelle thường có dạng hình cầu. Các pha khác, bao gồm các hình dạng như ellipsoid, hình trụ, và lớp kép, cũng có thể hình thành. Hình dạng và kích thước của một micelle là dạng chức năng hình học phân tử cho các phân tử bề mặt của nó và có thể bị ảnh hưởng bởi các điều kiện như nồng độ chất hoạt động bề mặt, nhiệt độ, pH và cường độ ion. Quá trình hình thành các micelle được gọi là micelle hóa và tạo thành một phần của hoạt động pha của nhiều lipid trong tính đa hình của chúng.

## Lịch sử
Dung dịch xà phòng có thể hoạt động như một chất tẩy rửa và làm sạch đã được công nhận trong nhiều thế kỷ. Tuy nhiên, chỉ mới vào đầu thế kỷ XX, cơ chế của các dung dịch đó mới được nghiên cứu một cách khoa học. Công việc tiên phong trong lĩnh vực này được thực hiện bởi James William McBain tại Đại học Bristol. Ngay từ năm 1913, ông đã đề xuất sự tồn tại của "các ion keo" để giải thích tính dẫn điện tốt của các dung dịch natri palmitat.  Những cụm phân tử hoạt động được tạo thành một cách tự nhiên này được gọi là micelle, một thuật ngữ được mượn từ sinh học và được phổ biến bởi G.S. Hartley trong cuốn sách cổ điển của ông Chuỗi muối paraffin: Một nghiên cứu về sự hình thành Micelle.